# Jällunden
Jällunden is een meer in Zweden. Het meer ligt in het landschap Småland en op de grens van de provincies Hallands län en Jönköpings län. Het meer is van noord naar zuid 11 kilometer lang en ligt op 154 meter boven de zeespiegel. In het zuiden watert het meer af in de rivier de Nissan. Er liggen verschillende kleine eilanden in het meer zoals Byö en Sörö.